# Esso von Chur
Esso († 10. November 879, auch: Hesso) war von 848 bis zu seinem Tod Bischof von Chur. Esso war der erste deutsche Bischof des Bistums Chur, nachdem infolge der Neuordnung im Rahmen des Vertrag von Verdun 843 Chur dem Erzbistum Mainz zugeordnet worden war.
In den erhaltenen Urkunden wird Esso in den Jahren 849, 851, 857 und 868 erwähnt. König Ludwig II. (der Deutsche) bestätigte 849 Bischof Esso und der Kirche von Chur Verfügungen, die sein Vater, Ludwig der Fromme, getroffen hatte und die ihr widerrechtlich entzogenen Besitz zurückgaben. Weiter bestätigte er die geistlichen Rechte des Bischofs. 857 bestätigte König Ludwig II. einen Vertrag zwischen Esso und einer Waldrada von Meran.
852 war Esso auf der Reichsversammlung und Synode in Mainz anwesend und 868 auf der Reichssynode des Ostfränkischen Reichs in Worms, die langwirkende kirchenrechtliche Beschlüsse fasste.